# 텔레벤
텔레벤(Televen)는 베네수엘라의 텔레비전 네트워크다.